# Carla Denyer

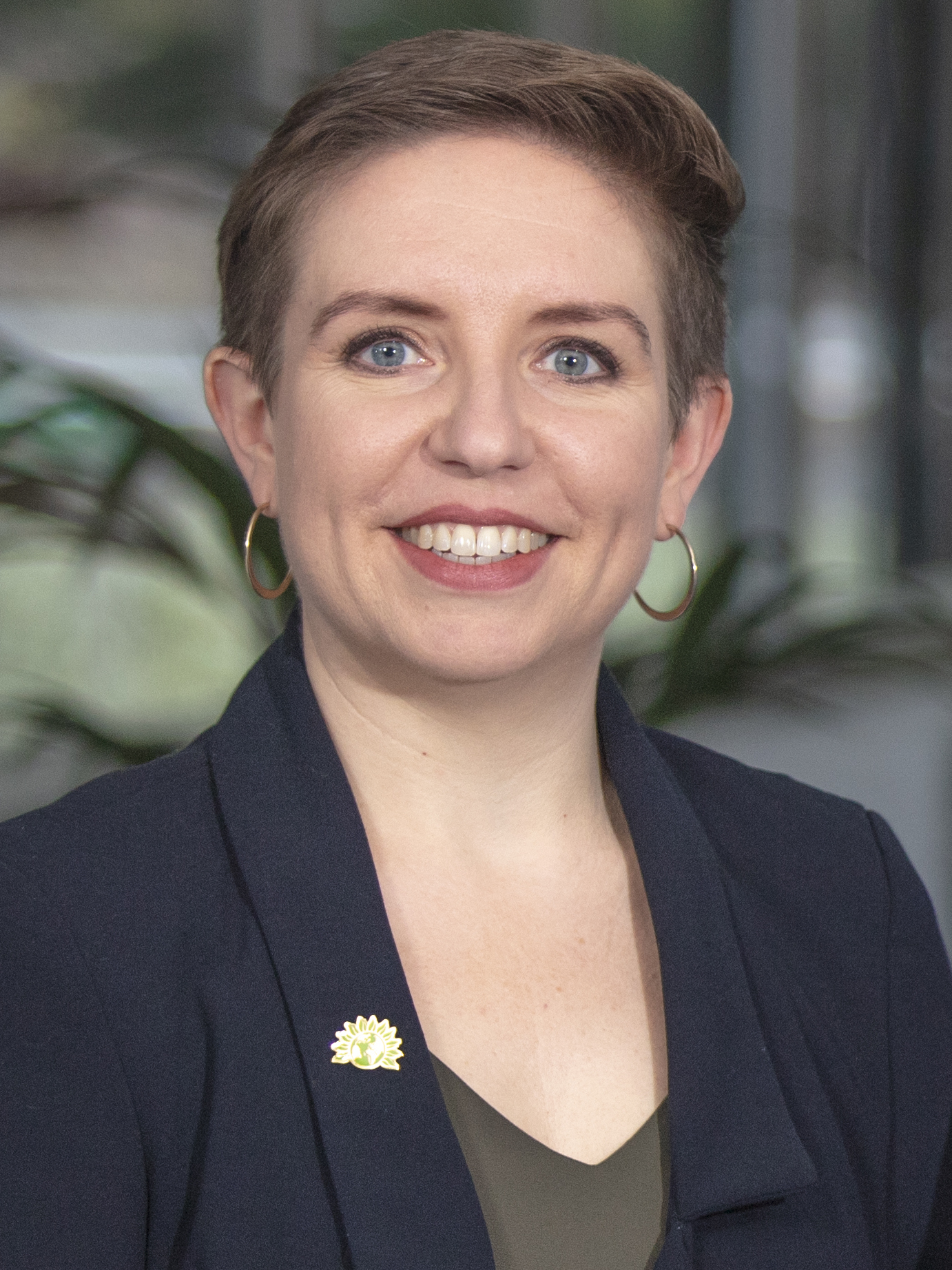
Carla Denyer, 2022

Carla Suzanne Denyer (24 september 1985) is een Britse politica voor de Green Party of England and Wales. In 2021 werd zij samen met Adrian Ramsay co-leider van de Green Party. Sinds 2024 is ze Lagerhuislid voor het kiesdistrict Bristol Central. Eerder was ze lid van de gemeenteraad van Bristol.

## Biografie
Denyer begon al op de basisschool met campagne voeren voor eerlijke handel en tegen de oorlog in Irak. Zij studeerde werktuigbouwkunde aan het St Chad's College in Durham. Na haar afstuderen werkte ze in de windenergiesector, voor een in Bristol gevestigd adviesbureau voor hernieuwbare energie.

## Politieke loopbaan
Denyer sloot zich in 2011 aan bij de Green Party. Vanaf 2012 raakte ze geïnteresseerd in ethisch investeren, specifiek in het afstoten van investeringen in fossiele brandstoffen. Ze was betrokken bij het besluit van de Britse Quakers tot desinvestering in fossiele brandstoffen. Ze was een centrale figuur in de succesvolle campagne tot desinvestering in fossiele brandstoffen bij de Universiteit van Bristol. 
Denyer was gemeenteraadslid in Bristol van 2015 tot 2024. Ze speelde een leidende rol bij het uitroepen van de klimaatnoodtoestand door de gemeenteraad van Bristol in 2018, als eerste gemeente in Europa. Als gemeenteraadslid heeft Denyer ook campagne gevoerd op het gebied van transport, voor de belangen van huurders, en tegen verhogingen van de gemeentebelastingen voor mensen met een laag inkomen.
In mei 2019 stelde Denyer zich zonder succes kandidaat bij de verkiezingen voor het Europees Parlement. In november 2019 stelde ze zich kandidaat voor het kiesdistrict Bristol West bij de Britse algemene verkiezingen van 2019. Ze werd tweede, met 24,9% van de stemmen.

## Co-leider van de Groene Partij en Lagerhuislid
Op 16 augustus 2021 kondigde Denyer haar kandidatuur aan als co-leider van de Green Party, samen met voormalig plaatsvervangend leider Adrian Ramsay. Ze werden beiden verkozen op 1 oktober 2021. Denyer werd de eerste openlijk biseksuele leider van een grote politieke partij in Engeland.
In november 2023 kondigde Denyer aan dat ze niet herkiesbaar zou zijn voor de gemeenteraad van Bristol omdat ze zich wilde concentreren op een campagne tot verkiezing als parlementslid.  Bij de Lagerhuisverkiezingen op 4 juli 2024 werd ze gekozen in het district Bristol Central. Ze versloeg verrassend de Labour kandidaat Thangam Debbonaire, een lid van het Labour schaduwkabinet en beoogd minister in de te vormen regering Starmer. 